# Bifrenaria clavigera
Bifrenaria clavigera là một loài lan.
 Tư liệu liên quan tới Bifrenaria clavigera tại Wikimedia Commons

## Hình ảnh

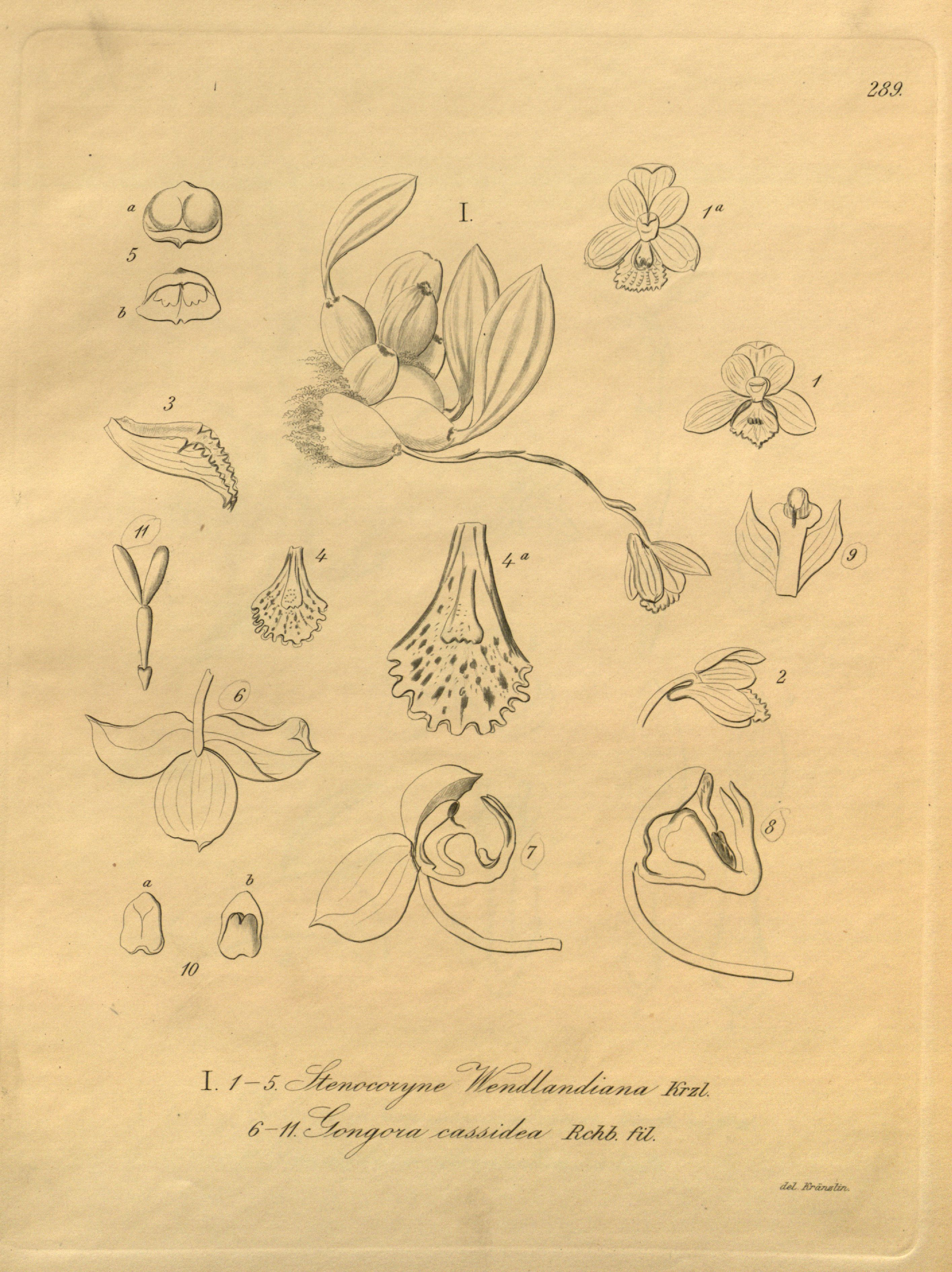